# Mihnea Popa
Mihnea Popa (11 de agosto de 1973) é um matemático romeno-estadunidense, que trabalha com geometria algébrica.
Popa estudou na Universidade de Bucareste (até 1996) e na Universidade da Califórnia em Los Angeles (até 1997), obtendo um doutorado em 2001 na Universidade de Michigan, orientado por Robert Lazarsfeld, com a tese Linear Series on Moduli Spaces of Vector Bundles on Curves. De 2001 a 2005 foi Benjamin Peirce Assistant Professor na
Universidade Harvard, a partir de 2005 professor assistente na Universidade de Chicago, a partir de 2007 professor associado na Universidade de Illinois em Chicago e a partir de 2014 professor da Universidade Northwestern.
Foi palestrante convidado do Congresso Internacional de Matemáticos no Rio de Janeiro (2018: D-Modules in Birational Geometry).
Em 2015 foi eleito fellow da American Mathematical Society.

## Publicações selecionadas
- com Giuseppe Pareschi: Regularity on abelian varieties I, J. Amer. Math. Soc., Volume 16, 2003, p. 285–302.
- com Gavril Farkas: Effective divisors on {\displaystyle M_{g}}, curves on K3 surfaces, and the Slope Conjecture, J. Algebraic Geom., Volume 14, 2005, p. 241–267.
- com Lawrence Ein, R. Lazarsfeld, Mircea Mustaţă, Michael Nakamaye: Asymptotic invariants of base loci, Ann. Inst. Fourier, Volume 56, 2006, p. 1701–1734.
- com Robert Lazarsfeld: Derivative complex, BGG correspondence, and numerical inequalities for compact Kähler manifolds, Invent. Math., Volume 182. 2010, p. 605–633.
- com C. Schnell: Generic vanishing theory via mixed Hodge modules, Forum of Mathematics, Sigma 1, 2013, p. 1–60.
- com Christian Schnell: Kodaira dimension and zeros of holomorphic one-forms, Ann. of Math., Volume 179, 2014, p. 1–12. Arxiv
- Kodaira-Saito vanishing and applications, L’Enseignement Mathémathique, Volume 62,  2016, p.  49–89. Arxiv
- Positivity for Hodge modules and geometric applications, Proceedings of the 2015 AMS Summer Institute, Salt Lake City, 2016.
- com Mircea Mustata: Hodge Ideals, Memoirs AMS 2016, Arxiv
- com C. Schnell: Viehweg’s hyperbolicity conjecture for families with maximal variation, Invent. Math., Volume 208, 2017, p.  677–713, Arxiv
- com Giuseppe Pareschi, Christian Schnell: Hodge modules on complex tori and generic vanishing for compact Kähler manifolds, Geom. Topol., Volume 21, 2017, p. 2419–2460
- com Mustata: Hodge ideals for {\displaystyle \mathbb {Q} }-Divisors, 1,2, Arxiv 2018, Teil 1, Arxiv, Teil 2
- D-modules in birational geometry, ICM 2018, Arxiv